# Sociale kwestie

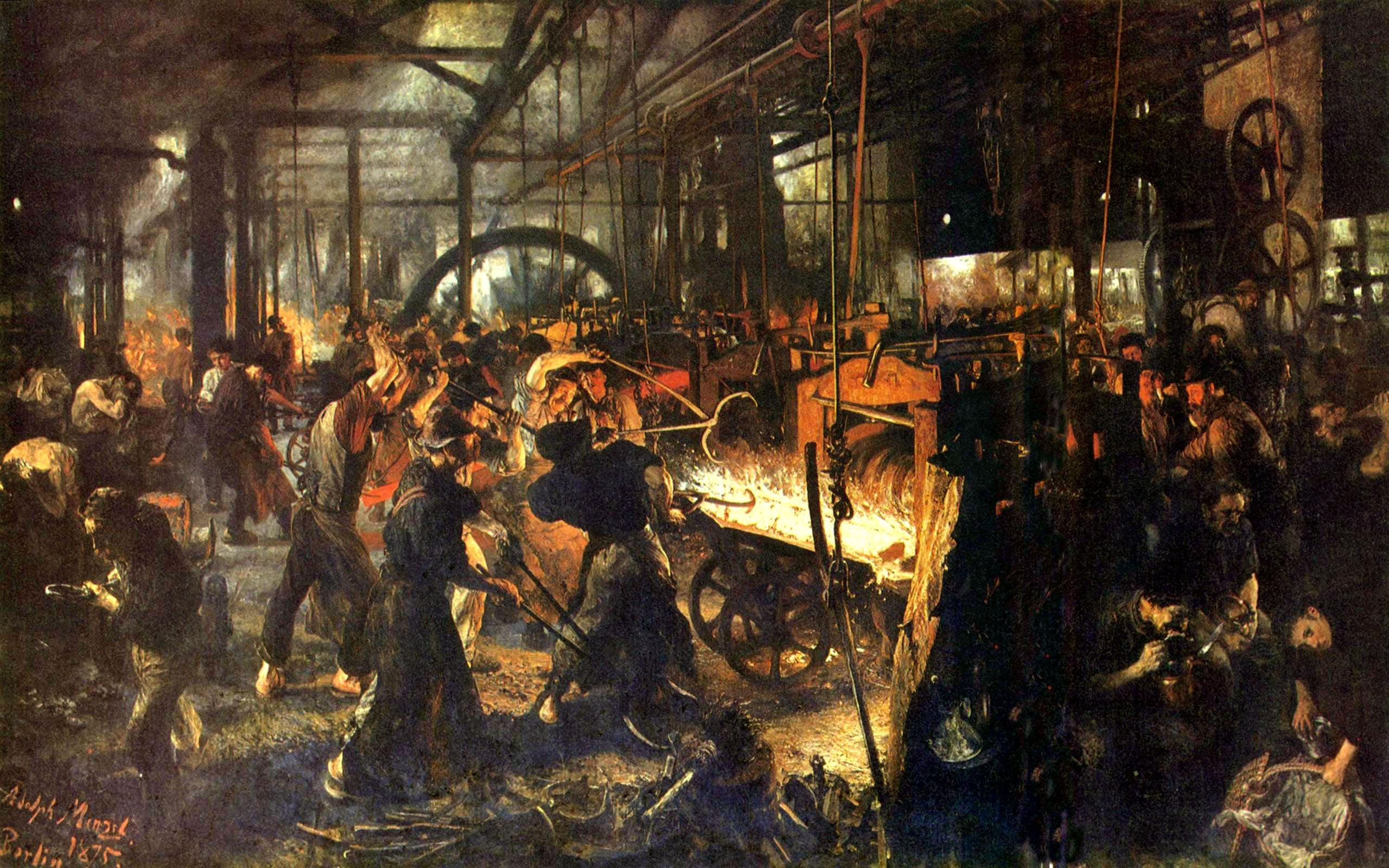
Werkomstandigheden in een ijzerwalsfabriek
(Schilderij van Adolph Menzel uit ca 1875)

De sociale kwestie of het sociale vraagstuk, ook wel het arbeidersvraagstuk genoemd, was een breed en diepgravend internationaal maatschappelijk probleem dat miljoenen mensen trof op een manier die hun levens en levenswijze structureel ontwrichtte. In het algemeen waren er drie oorzaken: de mechanisatie en industrialisatie die mogelijk werd door uitvinding van de stoommachine; bevrijding van de arbeiders in de landbouw van hun afhankelijkheid van heren en herenboeren en een exponentieel snelle bevolkingsgroei op het platteland. Mede door de manier waarop de maatschappij toentertijd in veel vorstendommen en staten was georganiseerd, met een hele kleine groep rijke tot zeer rijke burgers en heerserfamilies die door hun eigendomsrechten zeggenschap hadden over landgoederen, ondernemingen, economie en bestuur, kregen deze ontwikkelingen zware nadelige effecten voor de grote bevolkingsgroepen die geen zeggenschap hadden en niet meedeelden in de economische winsten. Het ging onder andere om hongersnood op het platteland, massale verarming (pauperisme) in de steden, slechte huisvesting, gevaarlijke arbeidsomstandigheden, kinderarbeid, ontoereikende lonen en massale werkloosheid, leidend tot existentiële bestaansonzekerheid. Vanuit verschillende denkrichtingen en maatschappelijke groepen werden verschillende analyses van de ontstaansredenen van de problemen gemaakt en aan de hand daarvan verschillende oplossingen aangedragen.
In Engeland waren de nadelige gevolgen aan het begin van de overgang te zien vanaf het midden van de achttiende eeuw, op het vasteland, beginnend in Duitsland, vanaf het begin van de negentiende eeuw. De eerste fase werd gekenmerkt door een langzaam groeiende industrie, een snelgroeiende bevolking die afhankelijk werd van het onzekere en slecht betalende werk in de fabrieken, de uittocht van het platteland naar de steden en de teloorgang van de oude ambachten. De term werd in Duitsland vanaf ongeveer 1840 gebruikt als 'soziale Frage', in Frankrijk als 'question sociale' en in Engeland als 'social question'. Pas rond 1870 drong de aandacht voor dit vraagstuk ook in Nederland door onder de term 'Sociale Quaestie'.
In de loop van de 19e eeuw drongen de problemen langzaam steeds meer naar de voorgrond in de hogere kringen waar vooral de positieve effecten merkbaar waren die de industriële revolutie teweeg bracht. De term sociale kwestie werd in eerste instantie gebruikt door beter gesitueerde burgers die enerzijds begaan waren met het lot van de lagere klassen maar zich anderzijds begonnen te realiseren dat de problemen ook voor henzelf een bedreiging konden gaan inhouden. Er begon een besef door te dringen dat armoede niet langer gezien kon worden als iets natuurlijks, waar niets tegen was te doen, zoals voorheen eeuwenlang gebruikelijk. In plaats daarvan moest het geplaatst worden binnen een maatschappelijke context, het werd gezien als een sociaal vraagstuk, waarvoor binnen de maatschappij oplossingen moesten kunnen worden gezocht en gevonden.

## Oorzaken

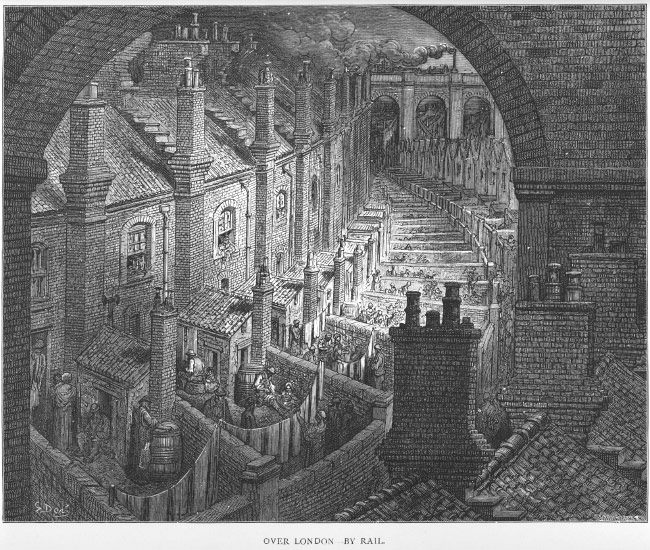
Londen ca 1870, tekening van Gustave Doré

Slechte levensomstandigheden van arbeiders waren niet iets nieuws, maar in de 19e eeuw namen ze ernstig toe. Door de massale industrialisatie en verstedelijking vanaf het begin van 19e eeuw werden de steden waar fabrieken stonden steeds groter. Deze plaatsen werden ook wel fabriekssteden genoemd. Om de arbeiders die er werkten te huisvesten, werden in hoog tempo dicht op elkaar staande huizen gebouwd, vaak in de vorm van woonkazernes. Kennis, geld en tijd of bereidheid voor een goed plan voor woningbouw was er meestal niet. Dat zijn verworvenheden van de twintigste eeuw.
Aan het begin van de industriële revolutie waren er meer arbeiders dan werk. De fabrikanten maakten hier gebruik van. Zij konden lage lonen uitbetalen, lange werkdagen voorschrijven, lieten ongezonde werkomstandigheden voortbestaan en konden zonder enig probleem arbeiders ontslaan. De wil van de fabrikant was wet; arbeiders die zich verzetten of het niet eens waren met de regelingen van de fabrikant, konden vertrekken.

## Kenmerken

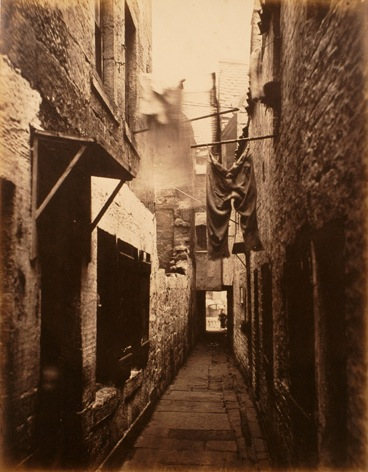
Sloppenwijk in Glasgow, 1871

### Werk- en woonomstandigheden in de steden
De werkomstandigheden vormden een belangrijk deel van de sociale kwestie. Deze waren vaak zeer slecht. De fabrieken waren onhygiënische en onveilige werkplaatsen. Er gebeurden dikwijls ongelukken, ook met dodelijke afloop. Werktijden waren erg lang. De woonomstandigheden waren slecht vanwege de massale groei van de steden. Bij de snelle urbanisatie werden de huizen snel en dicht op elkaar gebouwd. De arbeiderswijken en ten slotte hele steden bestonden voor een groot deel uit sloppenwijken. De woningen bestonden meestal uit niet meer dan één of twee kamers in een kazerneachtig gebouw of op een achtererf waarin een heel gezin leefde. Riolering en waterleiding ontbraken of waren zeer gebrekkig. Dit maakte het een onhygiënische omgeving. Ook was door de dicht op elkaar wonende mensenmassa de kans op ziekte-overdracht aanzienlijk.

### Economische omstandigheden arbeider in Krommenie
Een voorbeeld van een arbeidersbudget; de wekelijkse uitgaven van een gezin van een metaalarbeider uit Krommenie in 1884. Man, vrouw en vijf kinderen onder de 11 jaar. Loon acht gulden per week.
| - Huishuur 1,00 - Begrafenisfonds (7 personen) 0,30 - Belasting (per jaar 5,00) 0,10 - Personele belasting 0,05 - Ziekenfonds 0,24 - Ondersteuningsfonds 0,10 - Turf en hout 1,00 - Klompen voor 4 personen 0,17 - Was 0,20 | - Koffie 0,20 - Melk 0,28 - Petroleum 0,11 - Tabak 0,20 - Scheer- en kerkcenten 0,10 - Roggebrood (0,14 per dag) 0,98 - Wittebrood (0,18 per dag) 1,26 - Boter 0,40 - Middagmaal (rijst, erwten, aardappelen.) 1,31 - Totaal 8.00 |

### Vrouwen- en kinderarbeid

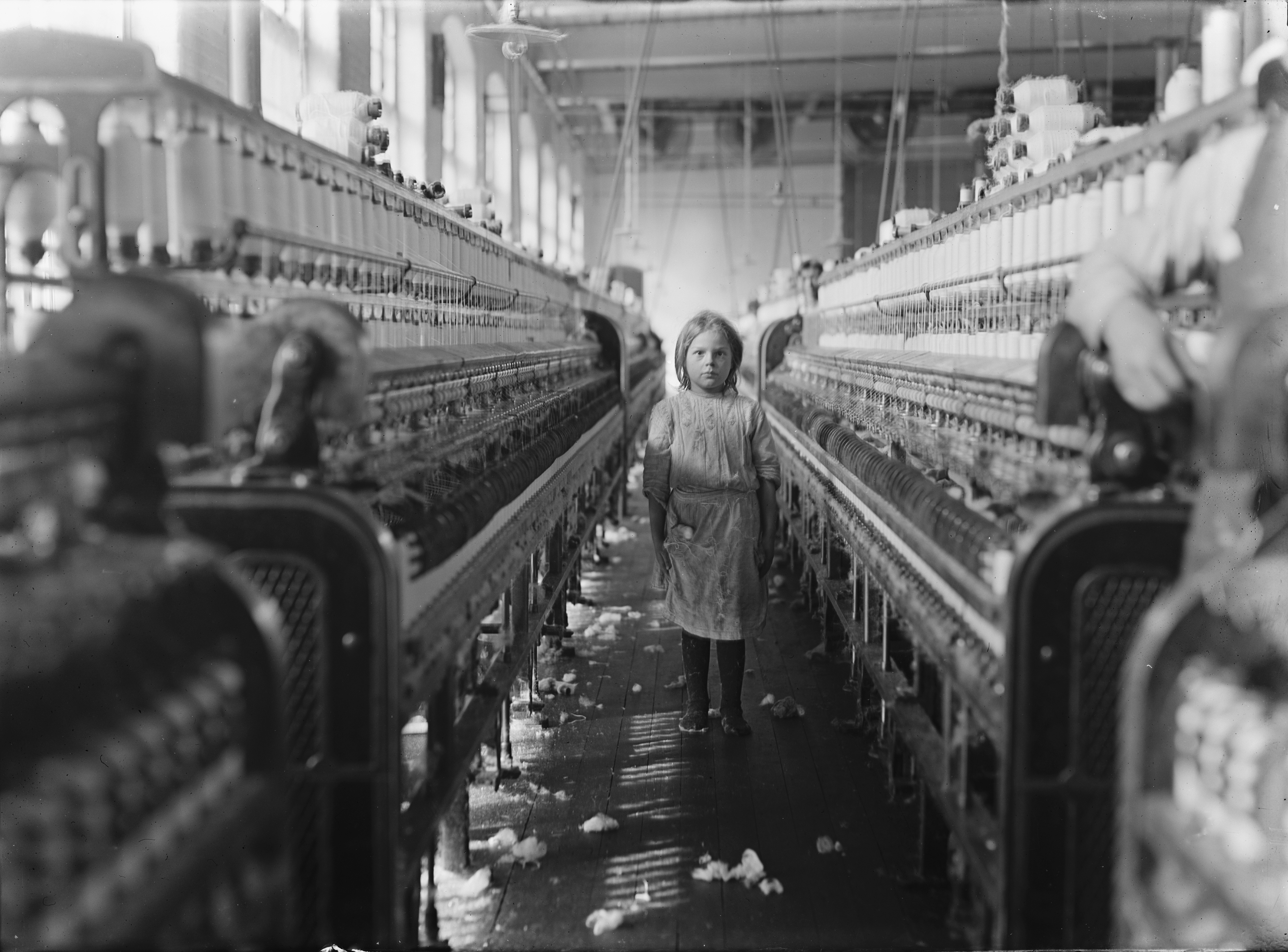
Kinderarbeid in Noord-Amerika, 1908

Vrouwen- en kinderarbeid waren kenmerkend voor de 19e eeuw. Omdat de lonen erg laag waren werkte het hele gezin mee in de fabriek, dus ook vrouwen en kinderen. Zowel de lonen van de kinderen als van de vrouwen waren lager dan die van de mannen. Rond 1860 werkten een half miljoen Nederlandse kinderen in fabrieken. De kinderen deden eentonig en soms gevaarlijk werk. Ze werden geslagen als ze niet genoeg hun best deden.
Een getuigenis van Michael Ward in het Engelse Hogerhuis in 1819 vroeg aandacht voor de sociale kwestie, specifiek voor de kinderarbeid bij gevaarlijke machines:

Toen ik arts was in het ziekenhuis werden er regelmatig slachtoffers van ongelukken binnengebracht. Kinderen kwamen met hun handen en armen tussen de machines terecht. In veel gevallen werd de huid tot op het bot weg geschraapt en kwamen de spieren bloot te liggen. Soms waren er een of twee vingers afgerukt. Afgelopen zomer bezocht ik de school in Lever Street. Van de leerlingen die op dat moment de school bezochten werkten er 106 voor een deel van hun tijd ook in de fabriek. Bijna de helft van deze kinderen had tijdens dat werk al verwondingen aan een van de machines opgelopen.

### Werkloosheid
Werkloosheid was ook een groot probleem. De industriële revolutie betekende een omschakeling van handmatig naar machinaal vervaardigde goederen. Door de vervanging van arbeid door machines werden veel mensen werkloos. Dit leidde tot grotere armoede, en dus tot een in omvang toenemende sociale kwestie.

## Opstand en verbetering
Het leek of de fabrikanten de volledige macht in handen hadden. Soms werd er gestaakt door arbeiders, maar dit had weinig zin; er waren meer arbeiders dan werk dus nieuwe werknemers vinden was nooit een probleem. Wel waren er verscheidene boycotacties tegen fabrikanten. Maar echt verzet kwam van enkele sociaal bewogen leden van de hogere klasse. Ook de Rooms-Katholieke Kerk sprak zich uit tegen de misstanden. Zo pleitte Paus Leo XIII in zijn encycliek Rerum Novarum in 1891 dat er meer aandacht diende te zijn voor rechtvaardig loon, het recht op eigendom en solidariteit met de zwakkeren. Als instrumenten om deze doelstellingen na te streven, werden zowel overheidsingrijpen als de vorming van vakbonden genoemd. Ongecontroleerd kapitalisme en marxistisch socialisme als oplossing wees de Kerk af, ofschoon veel aanhangers van beide systemen toentertijd ook trachtten de situatie te verbeteren. Steeds meer mensen vonden dat de overheid iets moest doen aan de slechte woon- en werkomstandigheden van de arbeiders. Ook werden er vakbonden opgericht. De eerste vakbond in België werd opgericht in 1842. In 1837 werd de eerste Nederlandse vakbond opgericht, genaamd Door Eendragt t' Zaam Verbonden (D.E.t'z.V.).
In Engeland werden in 1833 de Factory Acts (fabriekswetten) ingevoerd. Hierin werd bepaald dat arbeid van kinderen beneden negen jaar werd verboden; kinderen van negen tot twaalf jaar mochten maar negen uur per dag werken; voor jongeren van dertien tot achttien jaar was dit twaalf uur per dag; voor iedereen beneden de achttien en vrouwen werd nachtarbeid verboden. De Factory Acts hadden echter weinig effect: fabrikanten wisten dagen van tevoren wanneer er inspectie kwam; de exacte leeftijd van een kind was toentertijd vaak niet geregistreerd en er waren te weinig inspecteurs.
In Nederland werd in 1874 op initiatief van Parlementslid Van Houten de 'Wet Houdende Maatregelen tot het Tegengaan van Overmatigen Arbeid en Verwaarlozing van Kinderen' ingevoerd om een einde te maken aan fabrieksarbeid door kinderen. Hij is bekend gebleven onder de naam Kinderwetje van Van Houten.

## De Nederlandse situatie, ofwel de ‘Sociale Quaestie’
Het in 1870 in Nederland opgerichte Comité ter bespreking van de Sociale Quaestie was het initiatief van verontruste vooruitstrevende liberalen uit de gegoede kringen, zoals J. de Jong van Beek en Donk, advocaat-generaal te Zwolle en Baltus Pekelharing, redacteur van de Zutphense Courant. In dit landelijk comité namen deel zo’n dertig mensen, waaronder mr. dr. Hendrik Goeman Borgesius, arts Samuel Coronel, bierbrouwer W. Hovy, suikerfabrikant J.F. Vlekke, ondernemer Jacques van Marken en een handvol arbeiders. Hierdoor kwam in 1871 het Algemeen Nederlandsch Werklieden-Verbond tot stand, waarbij als voorman Bernard Heldt wordt benoemd.
Op particulier initiatief werden reeds initiatieven ontplooid, waarvan gist- en spiritusfabrikant Jacques van Marken uit Delft en machinefabrikant Dirk Stork uit Hengelo voorbeelden waren. Vooral Van Marken speelde een voortrekkersrol om zijn ideeën voor zijn arbeiders in praktijk te brengen door het oprichten van een kleine verzorgingsstaat; hij voerde onder meer in: een centrale inkoop van levensmiddelen om die betaalbaar te houden, een premiesysteem, een overlegorgaan, een leeszaal, een dorpje met woningen voor de arbeiders met eigen winkels (Agnetapark), een 12-urige werkweek, een pensioen, een ziektekostenverzekering, een bedrijfsschool en een aparte school voor meisjes, zoals later de huishoudschool in het leven werd groepen.
Abraham Kuyper had het in 1891 bij de bespreking van de ‘sociale quaestie’ over de overheid die wetten moest uitvaardigen om arbeiders te bescherming te bieden tegen sociale misstanden. Er was veel weerstand hiertegen, omdat gevreesd werd dat de overheid een te grote sturende rol zou krijgen.
De progressief-liberaal minister Samuel van Houten stelde in 1874 de wet voor kinderarbeid op, het zogeheten 'Kinderwetje van Van Houten’, dat inhield dat kinderen onder de leeftijd van 12 jaar geen arbeid in fabrieken mochten verrichten. Maar in de praktijk viel dat nauwelijks te controleren.

Deze wet vormde echter de aanzet voor de net opgerichte vakbonden en politieke (arbeiders)partijen de politiek aan te sporen meer sociale wetten uit te vaardigen. De strijd om het algemeen kiesrecht en de schoolstrijd mengden zich hierbij en vergrootten de druk om uiteindelijk tot actie over te gaan bij de politiek.
Rond de eeuwwisseling kwam hierdoor het vooruitstrevend-liberale kabinet-Pierson (1897-1901) in actie door het opstellen van een belangrijke sociale wetgeving, die de basis legden tot de hedendaagse verzorgingsstaat. Er kwamen: 
- leerplicht tot 12 jaar (1900);
- woningwet (1901) waardoor de sociale woningbouw op gang werd gebracht;
- ongevallenwet (1901);
- eerste sociale verzekeringswet tegen bedrijfsongevallen (1901);
- kinderwetten waarmee ouders uit de ouderlijke macht konden worden ontheven (1901);
- gezondheidswetgeving (1901), met gezondheidsinspecteurs.

In latere jaren werden ingevoerd: de ziektewet, sociale verzekeringswetten, zoals AOW, WAO, WW enz.
De 'sociale kwestie' in de 21e eeuw richt zich op het integreren van de allochtone onderklasse, die door gebrek aan cultuurbesef, taalvaardigheid en opleiding niet goed aansluit in de Nederlandse samenleving.